# Андрес Пастрана
Андрес Пастрана Аранго (шп. Andrés Pastrana Arango; Богота, 17. август 1954) јесте колумбијски политичар и бивши, 30. председник Колумбије од 1998. до 2002. године. Био је градоначелник Боготе од 1988. до 1990. године.
Као градоначелник Боготе киднапован је од стране Медељинског картела.
Син је бившег председника Мисаела Пастране.